# 새뮤얼 D. 매키너리
새뮤얼 더글러스 매키너리(영어: Samuel Douglas McEnery, 1837년 5월 28일~1910년 6월 28일)는 미국의 정치인으로 제30대 루이지애나주 주지사이다.

## 학력
- 스프링 힐 칼리지
- 미국 해군사관학교
- 버지니아 대학교
- 주립 및 국립 로스쿨 (뉴욕)

## 경력
- 1880.01 ~ 1881.10 제33대 루이지애나 상원의장
- 1880.01 ~ 1881.10 제18대 루이지애나 부지사
- 1881.10 ~ 1888.05 제30대 루이지애나 주지사
- 1888 ~ 1891 루이지애나 대법원 판사
- 1897.03 ~ 1910.06 제55~61대 미국 루이지애나 연방상원의원

## 역대 선거 결과
| 선거명      | 직책명                      | 대수 | 정당   | 득표율   | 득표수   | 결과 | 당락                       |
| ----------- | --------------------------- | ---- | ------ | -------- | -------- | ---- | -------------------------- |
| 1884년 선거 | 루이지애나 주지사           | 30대 | 민주당 | 67.11%   | 88,780표 | 1위  | 루이지애나 주지사 당선     |
| 1892년 선거 | 루이지애나 주지사           | 31대 | 민주당 | 26.39%   | 47,046표 | 2위  | 낙선                       |
| 1896년 선거 | 상원의원 (루이지애나 제3부) | 55대 | 민주당 | 단독후보 | 무투표   | 1위  | 루이지애나주 상원의원 당선 |
| 1902년 선거 | 상원의원 (루이지애나 제3부) | 58대 | 민주당 | 단독후보 | 무투표   | 1위  | 루이지애나주 상원의원 당선 |
| 1908년 선거 | 상원의원 (루이지애나 제3부) | 61대 | 민주당 | 단독후보 | 무투표   | 1위  | 루이지애나주 상원의원 당선 |